# 李敬 (周朝)
李敬（？—？），周朝上御史大夫，传说是老子李耳的父亲。天宝二年（743年）三月，唐玄宗下制追尊李敬曰先天太上皇，其妻益寿氏為先天太后。